# هرفاتسكا الكتروبريفريدا
هرفاتسكا الكتروبريفريدا (HEP Group) هي شركة وطنية للطاقة في كرواتيا تعمل في إنتاج الكهرباء ونقلها وتوزيعها لأكثر من قرن، مع توفير الحرارة وتوزيع الغاز على مدى العقود القليلة الماضية. تم تنظيم مجموعة أتش أي بي على شكل شركة قابضة مع عدد من الشركات التابعة.

## وصلات خارجية
- موقع الشركة